# Facundo Bagnis
Facundo Bagnis (Rosário, 27 de fevereiro de 1990) é um tenista profissional argentino.

## Títulos

### Duplas: 1 (1-0)
| Legenda (pre/post 2009)                                         |
| Grand Slam (0/0)                                                |
| Tennis Masters Cup / ATP World Tour Finals (0/0)                |
| ATP Masters Series / ATP World Tour Masters 1000 (0/0)          |
| ATP International Series Gold / ATP World Tour 500 Series (0/0) |
| ATP International Series / ATP World Tour 250 Series (1/0)      |

| Posição | N. | Data           | Torneiot                          | Piso   | Parceiro        | Oponentes                         | Placarl          |
| Campeão | 1. | Julho 14, 2013 | Mercedes Cup, Stuttgart, Alemanha | Saibro | Thomaz Bellucci | Tomasz Bednarek Mateusz Kowalczyk | 2–6, 6–4, [11–9] |